# Cyclone extratropical
Pour les articles homonymes, voir Cyclone (homonymie).

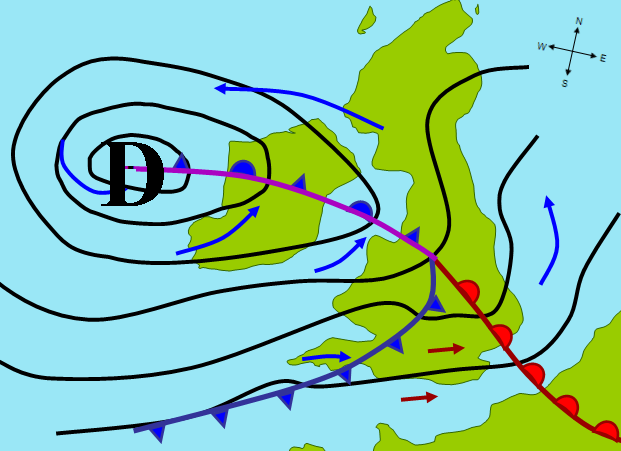
Carte météorologique fictive d'un cyclone extratropical affectant la Grande-Bretagne et l'Irlande. Les flèches bleues et rouges entre les isobares indiquent la direction des vents, alors que le symbole D marque le centre de la dépression, soit l'endroit de la plus basse pression atmosphérique.

Un cyclone extratropical ou dépression extratropicale est un système météorologique de basse pression, d'échelle synoptique, qui se forme entre la ligne des tropiques et le cercle polaire,,. Il est associé à des fronts, soit des zones de gradients horizontaux de la température et du point de rosée, que l'on nomme aussi zones baroclines,.
Les dépressions extratropicales ont des caractéristiques différentes des cyclones tropicaux, alimentés par la convection atmosphérique, et des cyclones polaires plus au nord. Ils sont en fait les dépressions météorologiques qui passent quotidiennement sur la majorité du globe. Avec les anticyclones, ils régissent le temps sur la Terre, produisant nuages, pluie, vents et orages.

## Terminologie
L'adjectif extratropical signifie que ce type de tempête se produit en général aux latitudes moyennes de la Terre et que ces systèmes ont une organisation différente des cyclones tropicaux. On les connait sous différents autres noms : cyclones des latitudes moyennes ou dépressions des latitudes moyennes, en raison de leur lieu de formation. On a également les cyclones post-tropicaux, s'ils sont le résultat d'une transition extratropicale,, soit la capture par la circulation atmosphérique des restants d'un cyclone tropical. Les prévisionnistes et le public les nomment en général seulement "dépressions" ou "basses pressions".
Les cyclones extratropicaux ou dépressions extratropicales sont surtout de nature barocline parce qu'ils se forment le long de zones de gradient de la température et du point de rosée. Ils peuvent devenir ensuite barotropes lorsque la distribution de la chaleur autour du système devient pratiquement uniforme.

## Formation

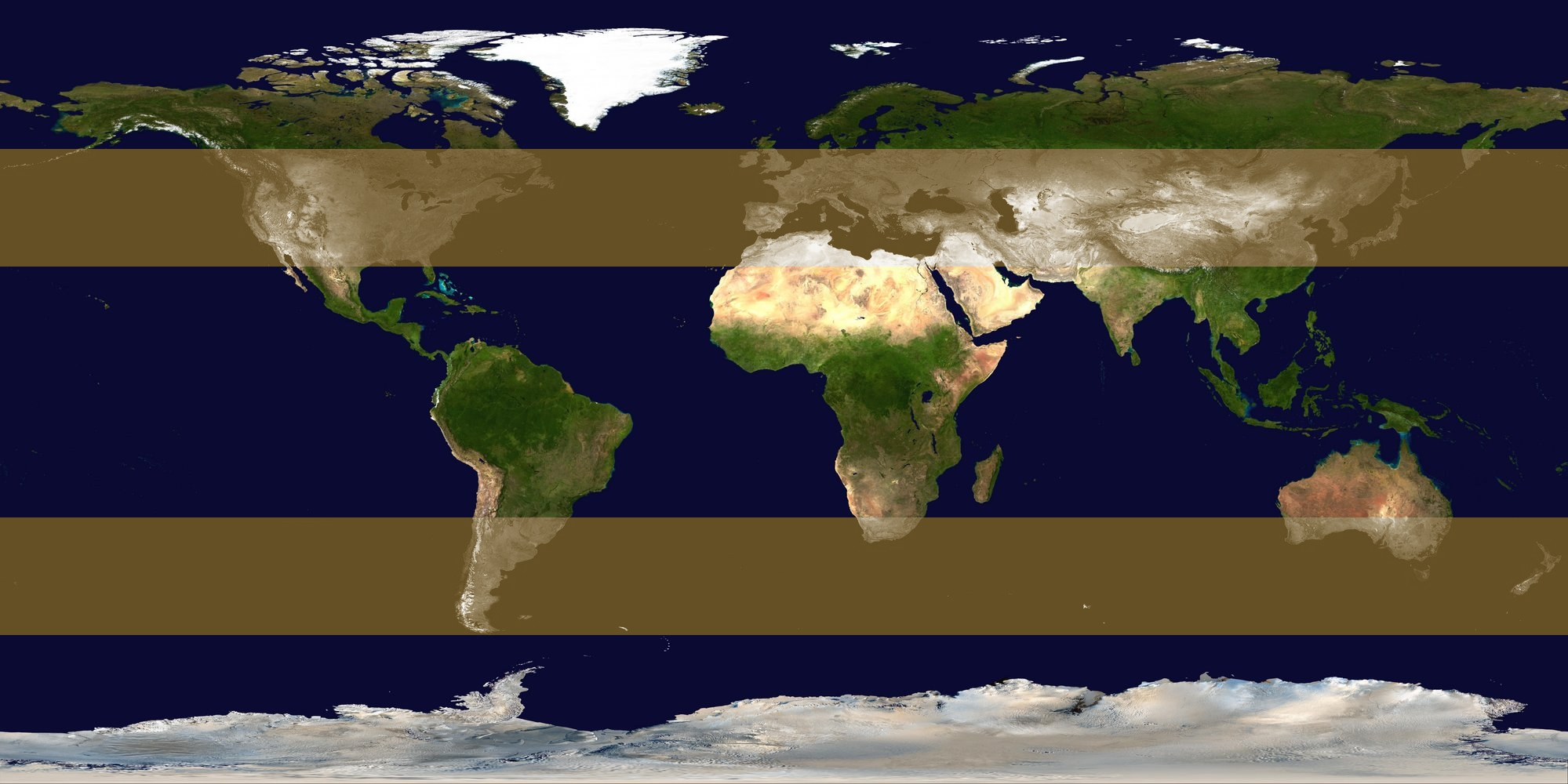
Zones approximatives de formation des cyclones extratropicaux

Les cyclones extratropicaux se forment dans une région située entre 30° et 60° de latitude de part et d'autre de l'équateur, soit par cyclogénèse, soit par transition extratropicale. Une étude des cyclones extratropicaux dans l'Hémisphère Sud montre qu'entre les 30e et 70e parallèles, il y a en moyenne 37 cyclones en activité pour chaque période de 6 heures. Une autre étude dans l'Hémisphère nord suggère qu'il se crée environ 234 cyclones extratropicaux significatifs chaque hiver.

### Cyclogénèse

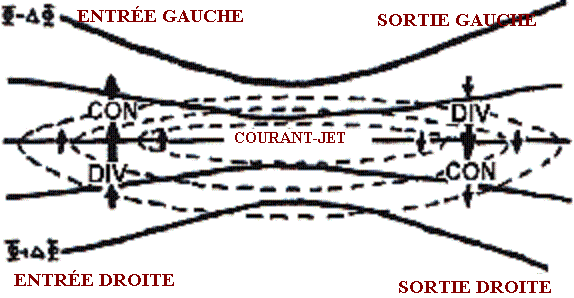
Un courant jet de haute altitude. DIV indique les régions de divergence en altitude qui causeront une convergence à la surface et initieront la cyclogénèse.

Les cyclones extratropicaux sont qualifiés de cyclones barocliniques car leur développement a lieu le long de fronts météorologiques où on retrouve un cisaillement vertical important des vents. Ce cisaillement crée en altitude le courant-jet autour duquel on retrouve des zones de subsidence et d'ascendance de l'air. Ces dernières sont responsables de la cyclogénèse.
En effet, les vents au cœur du courant-jet sont plus forts qu'autour de celui-ci. Lorsqu'il se déplace, on a une accumulation d'air dans la zone d'où il s'approche et une perte dans celle qu'il délaisse. Sur l'image ci-contre, on voit la répartition des zones où l'air converge et diverge par rapport au cœur du courant-jet. Dans les quadrants de divergence, on a une perte d'air en altitude ce qui crée un appel d'air des couches inférieures et génère une convergence en surface pour compenser.
Ce processus donne deux choses : une diminution de la pression à la surface, car la masse de la colonne d'air à cet endroit est moindre, et la rotation cyclonique de l'air, à cause de la déviation par la force de Coriolis. Le passage du courant-jet au-dessus d'une zone frontale plus ou moins stationnaire est donc l'initiateur de ce type de dépressions météorologiques.

### Intensité
Les cyclones extratropicaux vont varier en intensité. On peut retrouver de faibles dépressions d'à peine 1 000 hPa qui vont donner des vents légers et peu de précipitations mais également des tempêtes dévastatrices. Dans l'Arctique, la pression moyenne pour des cyclones est de 988 hPa en hiver et de 1 000 hPa en été.
Une rapide chute de la pression atmosphérique dans ces systèmes est due à des forces importantes exercées par le courant-jet. Lorsque les pressions descendent de plus d'un millibar par heure, on nomme un tel cyclone une « bombe, ». Ces bombes font rapidement chuter la pression à moins de 980 hPa lorsque les conditions leur sont favorables. Par exemple, cela se produit à proximité de gradients de température naturels permanents, comme le Gulf Stream, qui s'ajoutent à une zone frontale déjà présente dans l'atmosphère.
Plus la divergence dans les hautes couches est importante, plus le cyclone se renforce. Les bombes ont une puissance comparable à celle d'un ouragan et se forment le plus souvent sur l'Atlantique Nord et le Pacifique Nord entre la mi-novembre et la fin de février.

### Transition extratropicale

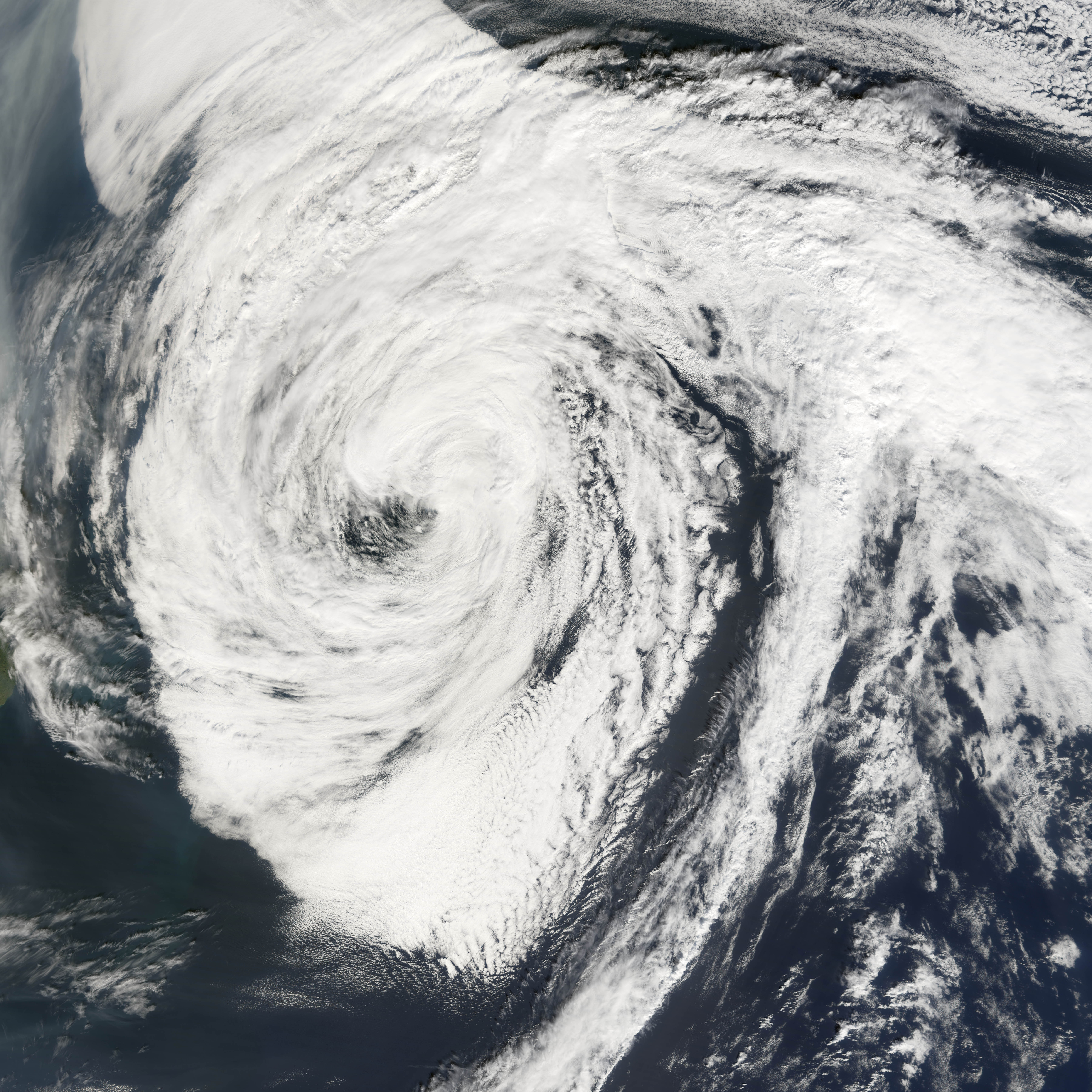
L’ouragan Florence dans l'Atlantique Nord après sa transition d'ouragan en cyclone extratropical

Les cyclones tropicaux se transforment souvent en cyclones extratropicaux à la fin de leur existence tropicale. En général, cela se produit entre les 30° et 40° de latitude lorsqu'ils sont capturés dans la circulation rapide d'ouest à ces latitudes. Lors de la transition, le cyclone amorce son entrée dans une masse d'air en altitude plus froide. Sa source d'énergie passe alors du relâchement de chaleur latente, par la condensation provenant des orages en son centre, en processus baroclinique.
Le système de basse pression perd ensuite son cœur chaud et devient un système à cœur froid. Lors de ce processus, un cyclone en transition extratropicale (connu au Canada comme étape post-tropicale) va invariablement former ou se fondre avec les fronts environnants et/ou rejoindre un important système baroclinique. La taille du système semble alors croître mais son cœur faiblit. Cependant lorsque la transition est achevée, la tempête peut reprendre en puissance, grâce à l'énergie baroclinique, si les conditions environnementales sont favorables. Le cyclone modifiera aussi sa forme, devenant graduellement moins symétrique.
En de rares occasions, un cyclone extratropical peut se transformer en cyclone tropical s'il atteint une région de l'océan avec des eaux plus chaudes et où l'on retrouve un cisaillement vertical faible des vents. La principale saison de cette cyclogénèse subtropicale se situe entre septembre et octobre, lorsque la différence entre la température de l'air en altitude et la température de surface de la mer est la plus grande. Ceci conduit à une instabilité potentielle plus importante.

## Structure

### Pression et distribution horizontale des vents

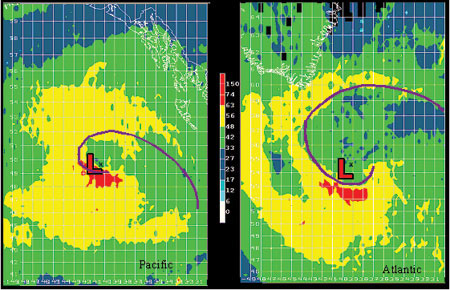
Image QuikSCAT de cyclones extratropicaux au-dessus de l'océan. Notez que les vents les plus violents se trouvent hors de l'occlusion.

La plus basse pression d'un cyclone extratropical se trouve en son centre. La circulation des vents autour d'un tel système est dans le sens inverse des aiguilles d'une montre dans l'hémisphère nord et dans le sens des aiguilles d'une montre dans l'hémisphère sud.
Le tout est causé par la force de Coriolis. En effet, le gradient de pression et la force de Coriolis doivent à peu près s'équilibrer pour éviter que le cyclone ne s'effondre lui-même et la balance entre les deux donne le vent. Ce dernier est donc plus ou moins parallèle aux isobares et peut être estimé par le vent géostrophique.
La pression au centre du cyclone va diminuer au fur et à mesure de sa croissance et les vents vont s'intensifier. Les vents les plus forts se retrouvent en général du côté froid des fronts et de l'occlusion, soit celui vers les pôles. C'est un secteur où le gradient de pression est maximum.
Le sens de rotation des vents dans ces systèmes pousse l'air froid vers l'équateur et l'air chaud vers les pôles. Dans la plupart des cyclones extratropicaux, la zone frontale prend la forme d'une onde, comme dans le schéma de droite. À cause de cette apparence sur les images satellitaires, les cyclones extratropicaux sont parfois appelés onde frontale au début de leur développement. Aux États-Unis, l'ancien nom d'un tel système était "onde frontale chaude".

Cyclonisation et développement

Alors qu'il se renforce, le front froid se déplace à l'arrière du système et le front chaud à l'avant. Le premier se déplace en général plus rapidement que le second car l'air froid plus dense repousse l'air chaud en altitude plus facilement. Lorsque le front froid rattrape et dépasse le front chaud, on parle du stade d’occlusion. Lors de cette dernière, le système dépressionnaire se déplace toujours, mais un ralentissement commence à se faire sentir. On retrouve alors une langue d'air chaud en altitude, entre la dépression et les fronts, qu'on appelle front occlus ou trowal, selon sa position au sol ou en altitude. Le cyclone devient alors barotrope, c'est-à-dire de température également froide dans toutes les directions et stratifiée dans la verticale. Il s'ensuit, au centre, une remontée de la pression et un affaiblissement tel que le système deviendra stationnaire dans bien des cas et disparaîtra éventuellement.

### Structure verticale
Les cyclones extratropicaux s'incurvent vers l'air froid et se renforcent en altitude, dépassant parfois les 9000 mètres d'épaisseur.
La température au centre du cyclone est plus froide que celle environnante : c'est exactement l'inverse de celle d'un cyclone tropical. C'est pourquoi on les nomme parfois "dépressions à cœur froid". On peut analyser les cartes à différents niveaux de pression, comme les cartes de pression à 700 hPa (environ 3 000 mètres d'altitude), pour se rendre compte des caractéristiques d'un système à cœur froid en fonction de l'altitude. Les diagrammes de phases cycloniques permettent ensuite de déterminer si un cyclone est tropical, subtropical, ou extratropical.

## Évolution du cyclone
Il existe actuellement deux modèles des cycles et de l'évolution d'un cyclone - le modèle norvégien et le modèle de Shapiro-Keyser.

### Modèle norvégien

Occlusion d'un système mature dans le modèle norvégien

L'école norvégienne de météorologie a développé un modèle idéalisé de formation, maturation et mort des dépressions des latitudes moyennes durant la Première Guerre mondiale. En 1919, ces météorologistes ont publié les résultats de leurs recherches fondés presque exclusivement sur des observations de surface et seulement quelques sondages d'altitude. Ce concept s'est graduellement répandu dans le monde ,. Le point principal de ce modèle est que ce processus est prévisible alors que la dépression progresse à travers la frontière frontale et entre graduellement dans la masse d'air froid. On retrouve donc l'onde initiale le long de la partie la plus près de l'air chaud alors que les systèmes matures se retrouvent dans l'air froid et qu'une nouvelle onde frontale s'en éloigne avec le front.
Le modèle des ceintures d'écoulement explore la relation entre la configuration des principaux courants d’air autour d'une dépression des latitudes moyennes et les caractéristiques de l'atmosphère comme le courant-jet, les intrusions sèches et la circulation des masses nuageuses. Il fut développé comme un complément du modèle norvégien lorsque les photos des satellites météorologiques ont permis de suivre le mouvement en trois dimensions des nuages.

### Modèle de Shapiro-Keyser

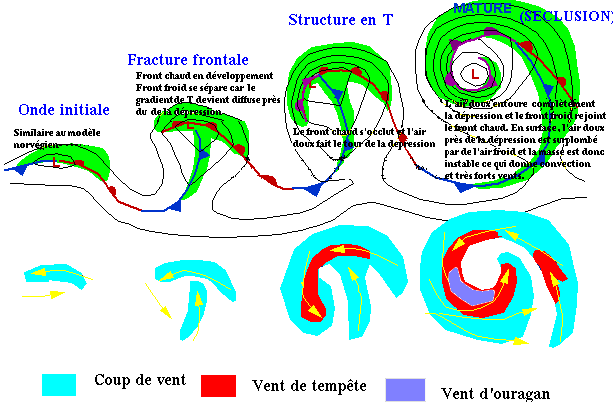
Cyclogénèse de Shapiro-Keyser

Avec l'avènement des radiosondages et des photos satellitaires, les météorologues se sont aperçus que le comportement des systèmes dépressionnaires ne correspondaient pas exactement au modèle norvégien. Shapiro et Keyser ont proposé une variante en 1990. Ils se sont rendu compte que le front froid semblait se détacher, durant la phase de maturation, de la dépression lorsque le flux d'altitude était fortement confluant. La température autour de cette dernière s'homogénéisait derrière le front chaud.

#### Séclusion
À la dernière étape, l'air doux fait le tour complet de la dépression dans ce qu'ils ont appelé la séclusion au lieu d'une occlusion conventionnelle. L'air doux en surface dans ce secteur est surmonté d'air froid et devient très instable. De la convection se développe et le gradient de pression est très serré menant à des vents violents. Ils peuvent même avoir en leur centre une zone sans nuages qui rappelle l'œil des cyclones tropicaux mais cela est causé par de l'air en ascension, non en descente.
Comme le dégagement de flux de chaleur latente dans une séclusion chaude est important pour leur développement et leur intensification, la plupart des séclusions se produisent au-dessus des océans à des latitudes élevées. Ils peuvent avoir un impact sur les nations côtières avec des vents de force ouragan et des pluies torrentielles ou des chutes de neige importantes,.
Dans tous les bassins tropicaux, à l'exception du nord de l'océan Indien, la transition extratropicale d'un cyclone tropical peut entraîner une réintensification dans la séclusion chaude. Par exemple, les ouragans Maria en 2005 et Cristobal en 2014, se sont chacun réintensifiés en un système barocline fort et ont formé une séclusion chaude à maturité,.

## Mouvement

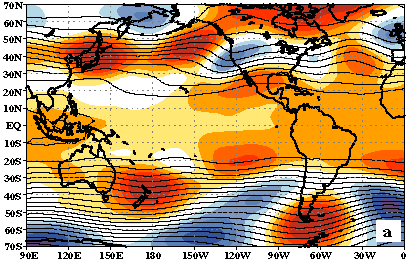
Noter le flux dominant d'ouest en est, dit zonal, tel que présenté dans cette carte météorologique des isohypses de 500 hPa

Les cyclones extratropicaux se déplacent donc généralement d'ouest en est dans les deux hémisphères, mus par la circulation d'ouest aux latitudes moyennes. Quand la circulation est purement "zonale", sans composante nord-sud, la cyclogénèse est relativement faible car les fronts peuvent difficilement entreprendre leur rotation autour de la dépression.
Par contre, lorsque la circulation d'altitude bascule et forme un creux pour devenir un flux méridional, qui s'étire dans une direction nord-sud, il en résulte un mouvement plus lent vers le nord ou le sud des dépressions. Elles peuvent alors se creuser sous le courant-jet car les vents le long de la zone frontale ont la composante nord-sud nécessaire.
De tels changements de direction sont en général dus à l'interaction d'un cyclone avec d'autres systèmes dépressionnaires, des creux barométriques, des crêtes ou des anticyclones. Un puissant anticyclone stationnaire peut aisément bloquer un cyclone extratropical. De tels blocs sont courants et trois choses peuvent en résulter :
- l'affaiblissement du cyclone;
- sa déviation à la périphérie de l'anticyclone;
- l'affaiblissement de l'anticyclone ou de la crête qui renforcera le cyclone.

On peut également assister à un mélange des trois effets.
Lorsqu'un cyclone extratropical en rencontre un autre (ou un quelconque vortex cyclonique), ils se combinent et deviennent un cyclone binaire, dans lequel les deux vortex tournent l'un autour de l'autre (on parle d'effet Fujiwara). Dans la plupart des cas, il en résulte éventuellement la fusion des deux systèmes dépressionnaires en un seul. Dans certains cas cependant, le résultat n'est que le changement de trajectoire de l'un ou l'autre, ou même des deux cyclones. L'évolution précise de telles interactions dépend de facteurs comme la taille, la force, la distance entre les deux cyclones et des conditions atmosphériques régnant autour d'eux.

## Effets
Les cyclones extratropicaux peuvent amener un temps doux avec de faibles pluies et des vents de surface de 15-30 km/h, mais ils peuvent également être froids et dangereux apportant des pluies torrentielles et des vents dépassant les 119 km/h  (parfois nommés faussement ouragans en Europe).

### Cas général

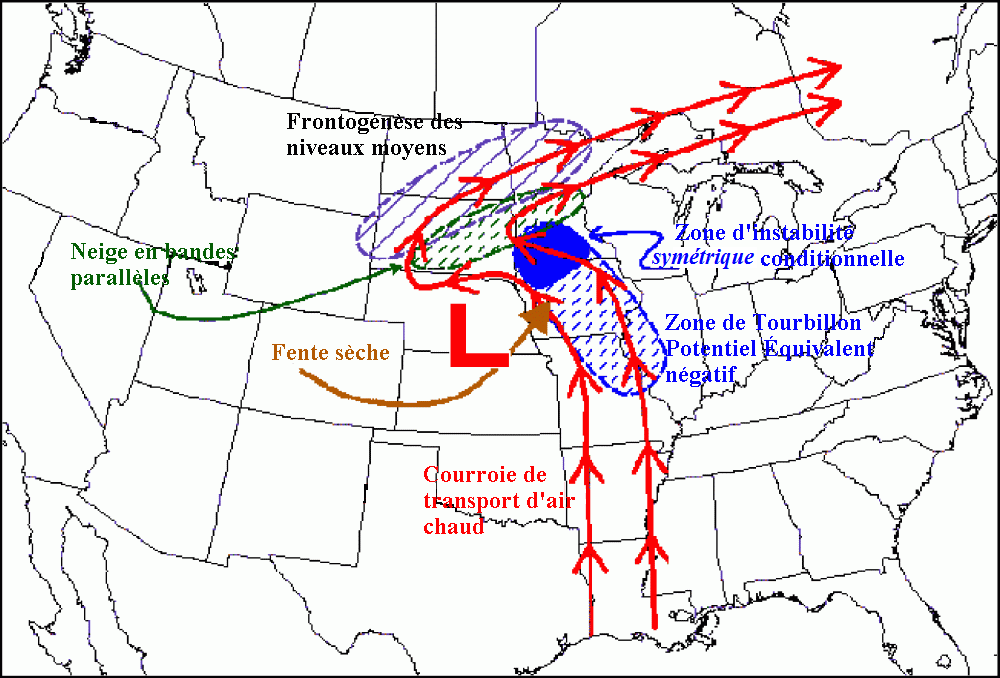
Principales régions de chutes de neige dans un cyclone extratropical hivernal

Dans les cyclones extratropicaux, la zone de précipitations associée au front chaud est souvent étendue alors que des nuages convectifs se forment en bandes à l'avant du front froid. Le tout donne une allure de voile lorsque l'on trace la couverture nuageuse sur une carte de surface. À maturité, la zone nommée la tête de virgule, à cause de la forme de l'étendue nuageuse, se trouve en périphérie nord-ouest de la dépression. Elle peut être le lieu de fortes précipitations de pluie ou de neige et même d'orages.
Ces systèmes tendent à se déplacer le long d'une trajectoire prévisible et à vitesse modérée. La prévision météorologique utilisa d'abord des techniques diagnostiques hérités de l'école norvégienne. Maintenant, des modèles mathématiques de prévision numérique du temps permettent de raffiner les résultats.

### Temps violent

#### Tempêtes
Un développement explosif des cyclones extratropicaux peut survenir brutalement. Par exemple, la tempête de 1987 sur la côte bretonne et la Grande-Bretagne fit chuter la pression à 953 hPa et donna des vents records à 220 km/h. Ils causèrent la mort de 19 personnes, abattirent 15 millions d'arbres, endommagèrent des bâtiments et causèrent des dégâts estimés à 1,2 Milliard de £,.
Les tempêtes de neige et les blizzards vont paralyser de vastes régions. Par exemple, le 4 mars 1971, il est tombé plus 40 cm de neige sur tout l'est du Canada et le nord-est des États-Unis, le tout accompagné de vents violents et de poudrerie (chasse-neige élevée). Dans la seule région de Montréal, 17 personnes sont mortes, les bris aux fils de transport de l'électricité ont privé de courant certains secteurs jusqu'à 10 jours et les vents soufflant à 110 km/h poussèrent des bancs de neige jusqu'au deuxième étage des maisons
. Les tempêtes hivernales peuvent également donner du verglas qui cause des problèmes importants.

#### Transition extratropicale
Bien que la plupart des cyclones tropicaux se transformant en cyclones extratropicaux se dissipent rapidement ou soient absorbés par un autre système météorologique, ils peuvent toujours donner des vents de force de tempête à ouragan. Par exemple, en 1954, l'ouragan Hazel devenant extratropical au-dessus de la Caroline du Nord, pénétra sur le continent et se dirigea vers les Grands Lacs. Il garda la force d'une tempête de catégorie 3 et causa des dégâts importants jusque dans le sud de l'Ontario. La tempête du Columbus Day de 1962, qui découla des restes du typhon Freda, causa d'énormes dégâts en Oregon et dans l'État de Washington, au moins équivalents à ceux d'une tempête de catégorie 3. En 2005, l'ouragan Wilma commença à perdre ses caractéristiques tropicale alors qu'il amenait des vents de force 3 (puis il devint extratropical et fut classé en tempête de catégorie 1)
.
Ce ne sont pas seulement les vents de ces tempêtes qui sont à redouter. Ils sont gorgés d'humidité de par leur provenance tropicale et vont donner des pluies diluviennes. Les restes des ouragans comme Floyd, Hugo et Katrina ont laissé sur leur passage de larges corridors avec plus de 100 mm d'accumulation. Celle-ci cause des inondations importantes.

#### Convection
Dans les secteurs chauds des dépressions, même assez faibles, l'air doux peut être déstabilisé par le passage du front froid qui amène de l'air plus froid et sec en altitude. On voit alors la formation de lignes d'orages violents qui peuvent donner des vents destructeurs localisés, de la grêle et des pluies torrentielles. Lorsque le cisaillement des vents avec l'altitude est important à l'avant du front froid et en présence d'un fort courant-jet, la formation de tornades est même possible. L'un des endroits les plus propices à ces dernières se trouve dans les Grandes Plaines américaines. En effet, des vents descendant des Montagnes Rocheuses, orientés nord-sud, favorisent la déstabilisation en amenant de l'air très sec à la rencontre d'une masse plus humide venant du Golfe du Mexique. C'est ce qu'on appelle la formation d'une ligne sèche.

### Source
- (en) Cet article est partiellement ou en totalité issu de l’article de Wikipédia en anglais intitulé « Extratropical cyclone » (voir la liste des auteurs).